# Reunion

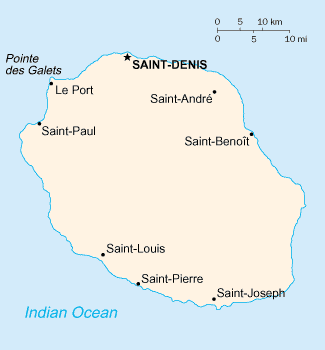
Reunion

Reunion (fr. La Réunion) – departament zamorski Francji, zajmujący wyspę o tej samej nazwie. Znajduje się na Oceanie Indyjskim, położona około 700 km na wschód od Madagaskaru i 174 km na południowy zachód od Mauritiusu.
Stanowi ona najdalej wysuniętą na zachód część archipelagu Maskarenów. Wyspa zajmuje powierzchnię 2512 km². Zamieszkuje ją 842 767 (2014) mieszkańców. Reunion stanowi region administracyjny i jednocześnie departament Francji o statusie departamentu zamorskiego nr 974 (od 1946 r.). Wyspa dzieli się na 4 okręgi (arrondissement) i 49 kantonów. Stolicą departamentu jest położone na północy wyspy Saint-Denis (142,6 tys. mieszk.). Inne ważne miasta to Saint-Paul (95,1 tys.), Saint-Pierre (74,7 tys.), Le Tampon (65,4 tys.), Saint-Louis (47,2 tys.), Saint-André (46,5 tys.) i Le Port (41,5 tys.).

## Geografia
Wyspa jest pochodzenia wulkanicznego. Najwyższym punktem jest szczyt wygasłego wulkanu Piton des Neiges – 3070,5 m n.p.m. Za to niższy wulkan Piton de la Fournaise, o wysokości 2632 m n.p.m., należy do najbardziej aktywnych wulkanów na świecie (ostatnia erupcja 14 lipca 2017).
Na wyspie panuje klimat zwrotnikowy. Ochłodzenie przynoszą południowo-zachodnie pasaty, a wraz z nimi obfite opady deszczu oraz niekiedy gwałtowne cyklony. Niegdyś porastały ją bujne lasy równikowe. Większość z nich wycięto, a wraz z nimi wyginęło wiele gatunków zwierząt.

## Przyroda
Na terytorium zaobserwowano 2685 gatunków autochtonicznych zwierząt, w tym aż 697 występujących endemicznie. 29 gatunków uznano za wymarłe; należą do nich: Alopochen kervazoi, Anas theodori, Cylindraspis indica, Dryolimnas augusti, Dupontia proletaria, Falco duboisi, Foudia delloni, Fregilupus varius, Fulica newtoni, Gongylomorphus borbonicus, Gulella argoudi Griffiths, Harmogenanina linophora, Harmogenanina subdetecta, Leiolopisma ceciliae, Lophopsittacus bensoni, Mascarenotus grucheti, Mascarinus mascarin, Nactus soniae, Nesoenas duboisi, Nycticorax borbonensis, Nycticorax duboisi, Porphyrio coerulescens, Psittacus borbonicus, Pteropus niger, Pteropus subniger, Scotophilus borbonicus, Threskiornis solitarius, Tropidophora carinata oraz Tropidophora semilirata.
Z kolei 217 gatunków zwierząt zostało introdukowanych lub ich pochodzenie nie jest znane (36 z nich ma status gatunku inwazyjnego). Zarejestrowano także 1173 gatunki autochtoniczne roślin, z czego 259 to endemity. Ponadto 1476 gatunków zostało sztucznie wprowadzonych lub ich pochodzenie nie jest znane, z czego 84 ma charakter inwazyjny.
Na wyspie utworzono Park Narodowy Reunionu.

## Historia
Wyspa była długo niezamieszkana, jednak arabscy żeglarze czasami do niej przypływali. Znali Reunion pod nazwą Dina Morgabin, czyli ‘wyspa Zachodu’. Portugalski żeglarz Diogo Diaz wylądował na niej 9 lutego 1507, w dniu świętej Apolonii, stąd wkrótce na portugalskich mapach pojawiła się pod nazwą Santa Apolonia. Około roku 1520 trzy wyspy: Reunion, Mauritius i Rodrigues zostały nazwane Maskarenami, od nazwiska innego portugalskiego żeglarza Pedro de Mascarenhasa.

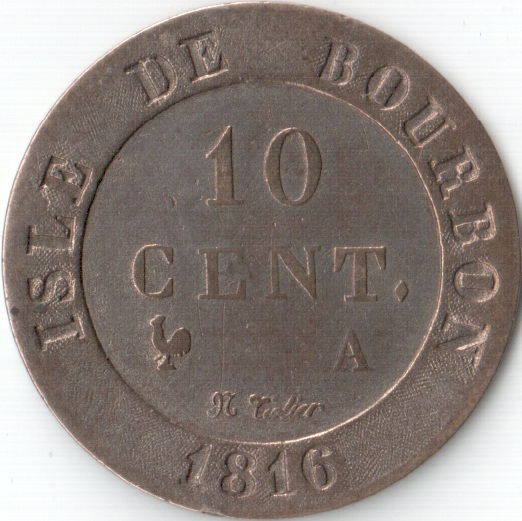
Isle de Bourbon, moneta z 1816

Na początku XVII wieku wyspa stanowiła przystań dla angielskich i holenderskich statków płynących do Indii. W 1638 roku wyspę zajęli Francuzi i nadali jej nazwę Bourbon. Pierwsi stali mieszkańcy osiedlili się w 1665 roku. Grupą 20 osadników dowodził Étienne Régnault, pierwszy gubernator wyspy. Francuscy kolonizatorzy sprowadzali do pracy na plantacjach trzciny cukrowej najpierw afrykańskich niewolników, a później chińskich robotników.
23 marca 1793 Konwent Narodowy zmienił nazwę wyspy, kojarzącą się z l’Ancien Régime, na La Réunion. Nowa nazwa miała upamiętniać spotkanie sfederowanych Marsylczyków z paryską gwardią narodową, które poprzedziło insurekcję z 10 sierpnia 1792 i marsz na pałac Tuileries.
Do 31 grudnia 1945 Reunion był kolonią Francji, a od 1 stycznia 1946 roku funkcjonuje jako departament zamorski (département d’outre-mer – DOM). Po uzyskaniu niepodległości w 1968 roku przez sąsiedni Mauritius na początku lat 70. XX wieku zaczęły działać na wyspie ugrupowania o orientacji lewicowej, których celem była niepodległość lub autonomia wyspy. Ugrupowania te nie uzyskały jednak znaczącego poparcia Reuniończyków.
W roku 1982 władze francuskie opracowały plan ograniczonej reformy decentralizacyjnej i samorządowej swoich terytoriów zamorskich (de facto – kolonii). W ich wyniku Reunion jako departament zamorski od 2 marca 1983 posiada Radę Departamentu (Conseil général) o poszerzonych kompetencjach. Od roku 1997 Reunion jako integralna część Republiki Francuskiej jest częścią Unii Europejskiej (jej regionem peryferyjnym).
W roku 2003 Reunion stał się również regionem zamorskim Francji (région d’outre-mer) z własną Radą Regionalną (Conseil régional). W odróżnieniu od Martyniki i Gwadelupy 7 grudnia 2003 roku nie przeprowadzono na wyspie referendum dot. zmiany statusu terytorium na tzw. zbiorowość zamorską (collectivité d’outremer – COM).
Do 2005 roku pod administracją Reunionu pozostawały niezamieszkane wysepki leżące wokół Madagaskaru: Bassas da India, Europa, Juan de Nova, Glorieuses i Tromelin; obecnie wchodzą one w skład Francuskich Terytoriów Południowych i Antarktycznych.
7 grudnia 2007 roku władze francuskie i administracja wyspy opublikowały wspólny plan kolejnej reformy samorządowej i decentralizacji, polegającej m.in. na połączeniu Rady Departamentu i Rady Regionalnej w jedną Radę Regionu i Departamentu o rozszerzonych kompetencjach. Konsultacje w sprawie tego planu odbyły się w 1 półroczu 2008 roku.

## Ludność
Nie ma rdzennej ludności, wyspę zamieszkuje ludność mieszana – potomkowie pracujących na plantacjach robotników przybyłych z różnych zakątków świata. Językiem urzędowym jest francuski, ale w powszechnym użyciu jest lokalny język kreolski. Dominującą religią jest katolicyzm.

### Religia

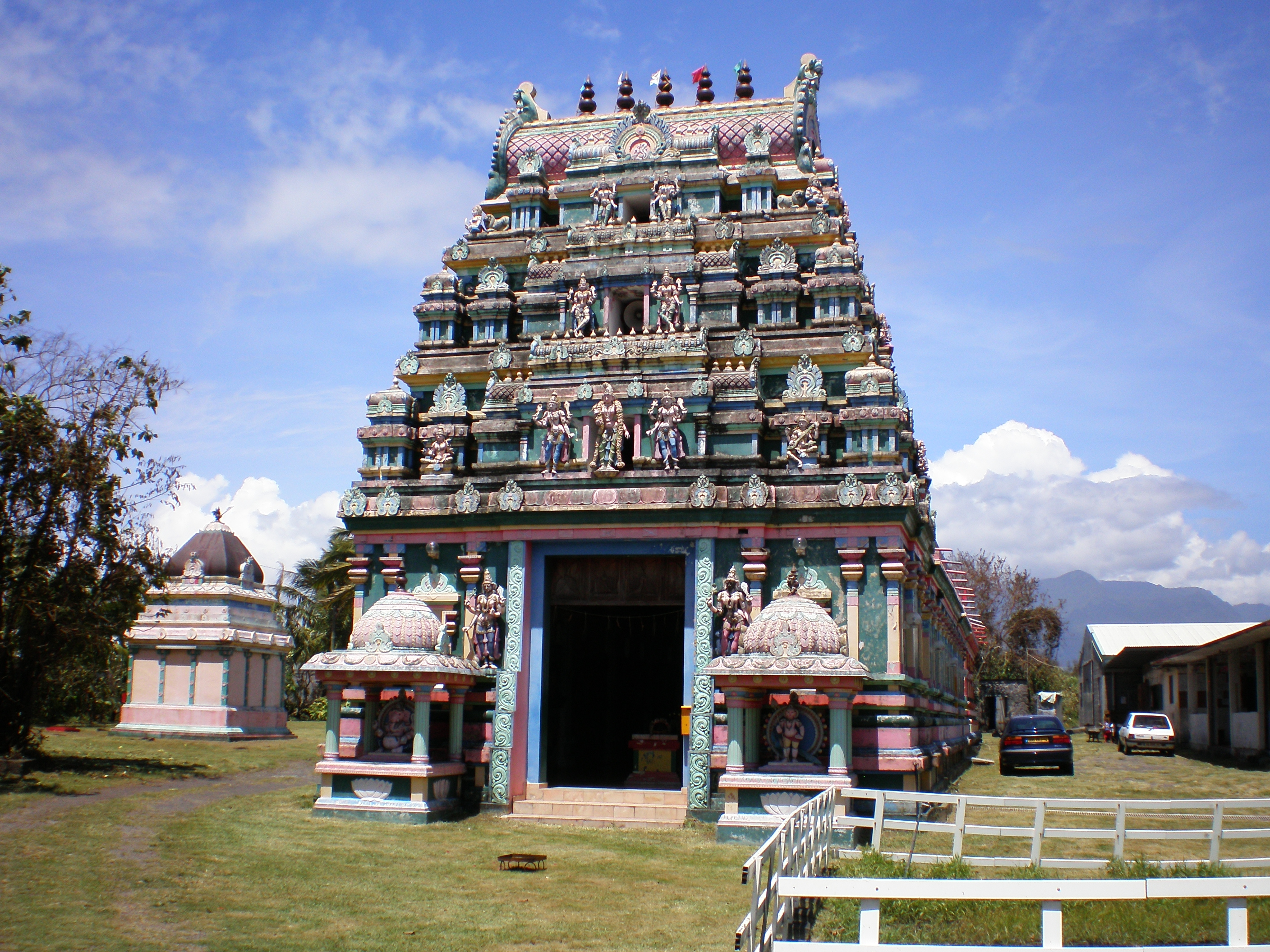
Świątynia tamilska na Reunionie

Struktura religijna w 2020 roku według The ARDA:
- chrześcijaństwo – 87,5%:
  - katolicyzm – 78,7%
  - pozostali – 8,8%
- hinduizm – 4,5%
- islam – 4,2% (głównie sunnici, ale także szyici)
- niereligijni – 2,1%
- bahaizm – 0,86%
- tradycyjne religie plemienne – 0,42%
- buddyzm – 0,19%
- inne religie – 0,23%.

Największą niekatolicką grupą na wyspie są zielonoświątkowcy. Zbory Boże założone na całej wyspie w latach 60. XX wieku, położyły kres monopolizacji katolicyzmu na wyspie i w 2012 roku liczyły ponad 22 tys. członków w 47 zborach. Od 1983 r. pojawiły się liczne podziały w Zborach Bożych prowadząc do powstania niezależnych kościołów zielonoświątkowych z członkostwem szacowanym na 10 tysięcy. Wyspa Reunion była również świadkiem rozwoju katolickiej odnowy charyzmatycznej, która w tym samym czasie również przekroczyła 20 tys. zwolenników. Inne grupy chrześcijańskie obejmują Świadków Jehowy (3,5 tys. głosicieli), Kościół Ewangeliczny (2 tys. członków) i Kościół adwentystyczny (1,5 tys. wiernych).

## Polityka

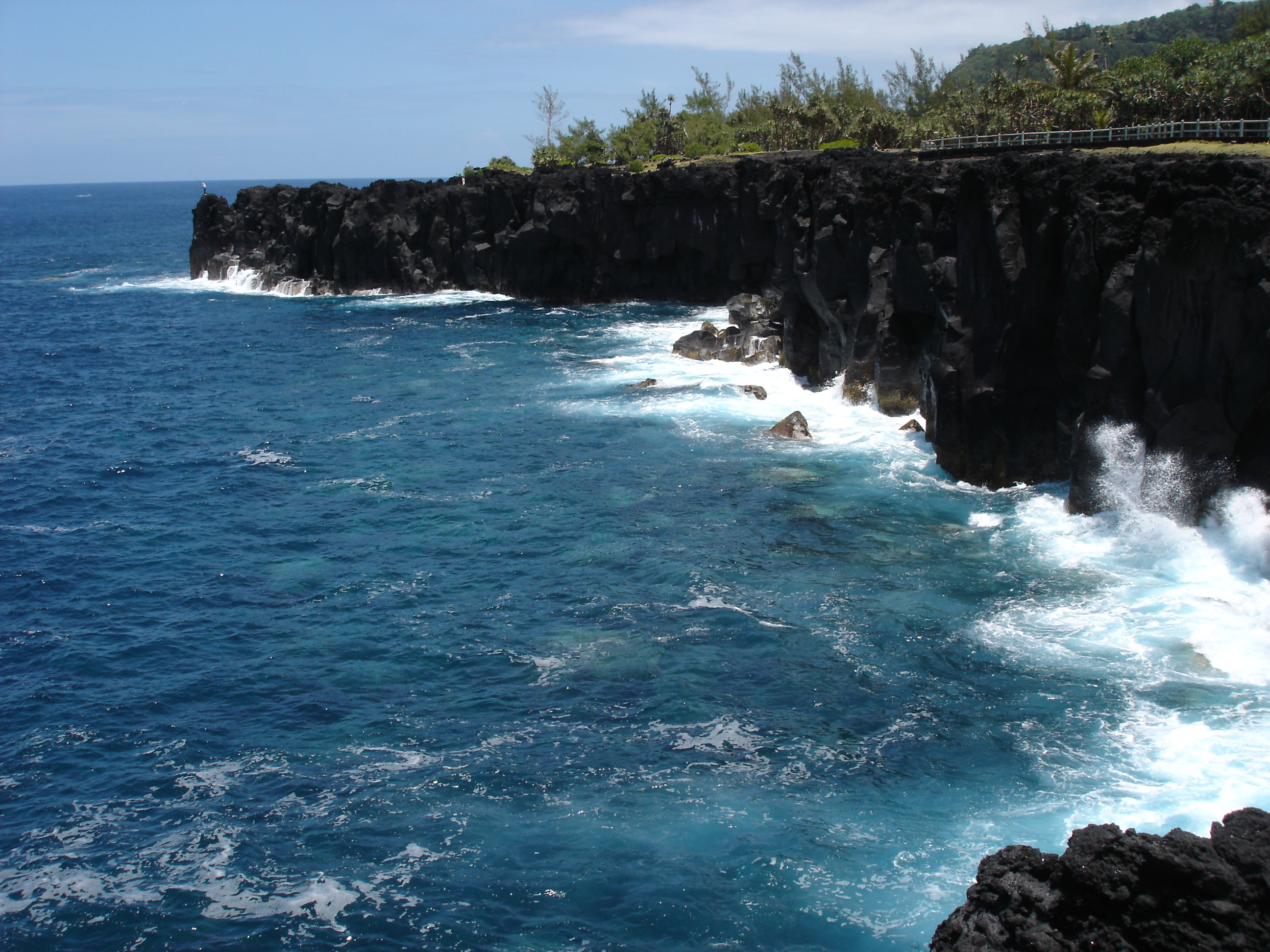
Przylądek Méchant koło Saint-Philippe

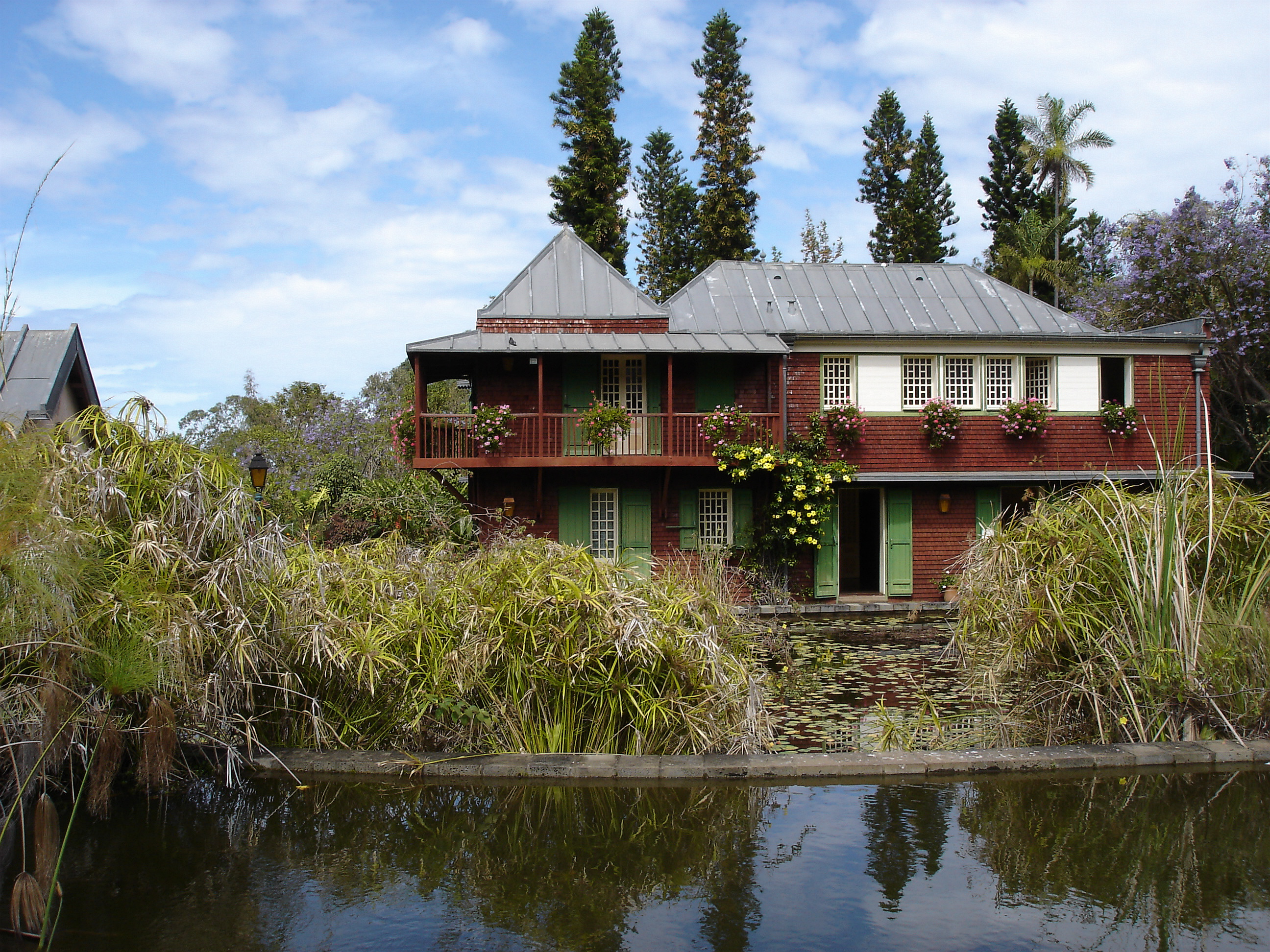
Ogród botaniczny na wyspie

Wyspa stanowi część Francji – jest jednym z departamentów zamorskich. Stanowi integralną część Unii Europejskiej w ramach tzw. regionów najbardziej oddalonych, z wyjątkiem strefy Schengen i unii VAT. We francuskim Zgromadzeniu Narodowym reprezentuje ją 5 deputowanych oraz w Senacie 3 senatorów. Rząd francuski mianuje prefekta zarządzającego wyspą.
Ponadto władzę sprawują 44-osobowa Rada Generalna oraz 45-osobowa Rada Regionalna, których członkowie wybierani są co 6 lat w wyborach powszechnych.

## Gospodarka
Pierwszym źródłem dochodów Reunionu jest uprawa trzciny cukrowej, a kolejnym turystyka. Pomimo pewnego rozwoju ekonomicznego, na wyspie panuje dość duże bezrobocie. Wynika to głównie z wysokiego przyrostu naturalnego. Stąd też wielu mieszkańców wyspy zmuszonych jest do emigracji, głównie do metropolii.
Produkt krajowy brutto (PKB) na jednego mieszkańca wynosi 6200 USD (2005). Wyspa obsługiwana jest przez port lotniczy imienia Rolanda Garrosa, położony w Gillot, niedaleko stolicy wyspy Saint-Denis oraz przez port morski Pointe-des-Galets.